# 胡鬧搬家
《胡鬧搬家》由瑞典工作室DevM Games和澳洲開發商SMG Studio開發，是一款以搬運為主題的動作解謎遊戲。玩家們將要在不同的處境當中，完成不同的搬運工作，向成為搬家達人而努力。

## 遊戲玩法
玩家在《胡鬧搬家》中扮演搬運工的角色，在時間限制內將標記的家具和電器（如沙發、冰箱和微波爐）從房子搬到移動的卡車上。路上可能會遇到障礙物（如耙子、火、冰甚至鬼魂）。有些重物需要兩個人移動，其他物體則容易破碎。物件可能會被拋出。玩家按照青銅，白銀和黃金等級進行排名，具體取決於所有物體被打包到移動卡車中的速度。關卡中還有可選目標，例如打破房屋的所有窗戶或打包未標記的物體，也可能解鎖額外的獎勵級別。